# Antinsaari (ö i Birkaland, Tammerfors, lat 61,75, long 24,66)
Antinsaari är en ö i Finland. Den ligger i sjön Äväntäjärvi och i kommunen Orivesi i den ekonomiska regionen Tammerfors och landskapet Birkaland, i den södra delen av landet, 180 km norr om huvudstaden Helsingfors. Öns area är 0,4 hektar och dess största längd är 90 meter i öst-västlig riktning.